# Undercurrent (album)
Pour les articles homonymes, voir Undercurrent (homonymie).
Albums de Bill Evans
Intermodulation
(1966)
Undercurrent est un album de jazz en duo du pianiste Bill Evans et du guitariste Jim Hall enregistré en 1962 et publié en 1963.

## Historique
Cet album, produit par Michael Cuscuna et Alan Douglas, a été initialement publié en 1963 par le label United Artists (UAJ 14003), puis édité par le label Blue Note (B1 90583).
Il a été enregistré au Studio Sound Makers de New York, le 24 avril et le 13 mai 1962.
C'est le premier album en duo réunissant Bill Evans et Jim Hall. Les deux musiciens réaliseront un deuxième disque en duo, Intermodulation, enregistré en 1966 pour le label Verve. Considéré par beaucoup, à juste titre, comme un des plus grands chefs-d’œuvre de Jim Hall comme de Bill Evans, ce disque est assurément l'un des témoignages les plus bouleversants gravés par ces deux musiciens.
C'est le premier enregistrement de Bill Evans après la mort accidentelle de son contrebassiste Scott LaFaro en 1961.
La photo de couverture du LP et des rééditions CD Blue Note (bleue sur le tirage utilisé pour l'album) est signée Toni Frissell (titre de la photo : Weeki Wachee spring).

## Titres de l’album
| No | Titre                   | Auteur                                   | Durée |
| -- | ----------------------- | ---------------------------------------- | ----- |
| 1. | My Funny Valentine      | Richard Rodgers, Lorenz Hart             | 5:19  |
| 2. | I Hear a Rhapsody       | Jack Baker, George Fragos, Dick Gasparre | 4:35  |
| 3. | Dream Gypsy             | Judith Veveers                           | 4:30  |
| 4. | Romain                  | Jim Hall                                 | 5:18  |
| 5. | Skating in Central Park | John Lewis                               | 5:17  |
| 6. | Darn That Dream         | Eddie DeLange, Jimmy Van Heusen          |       |

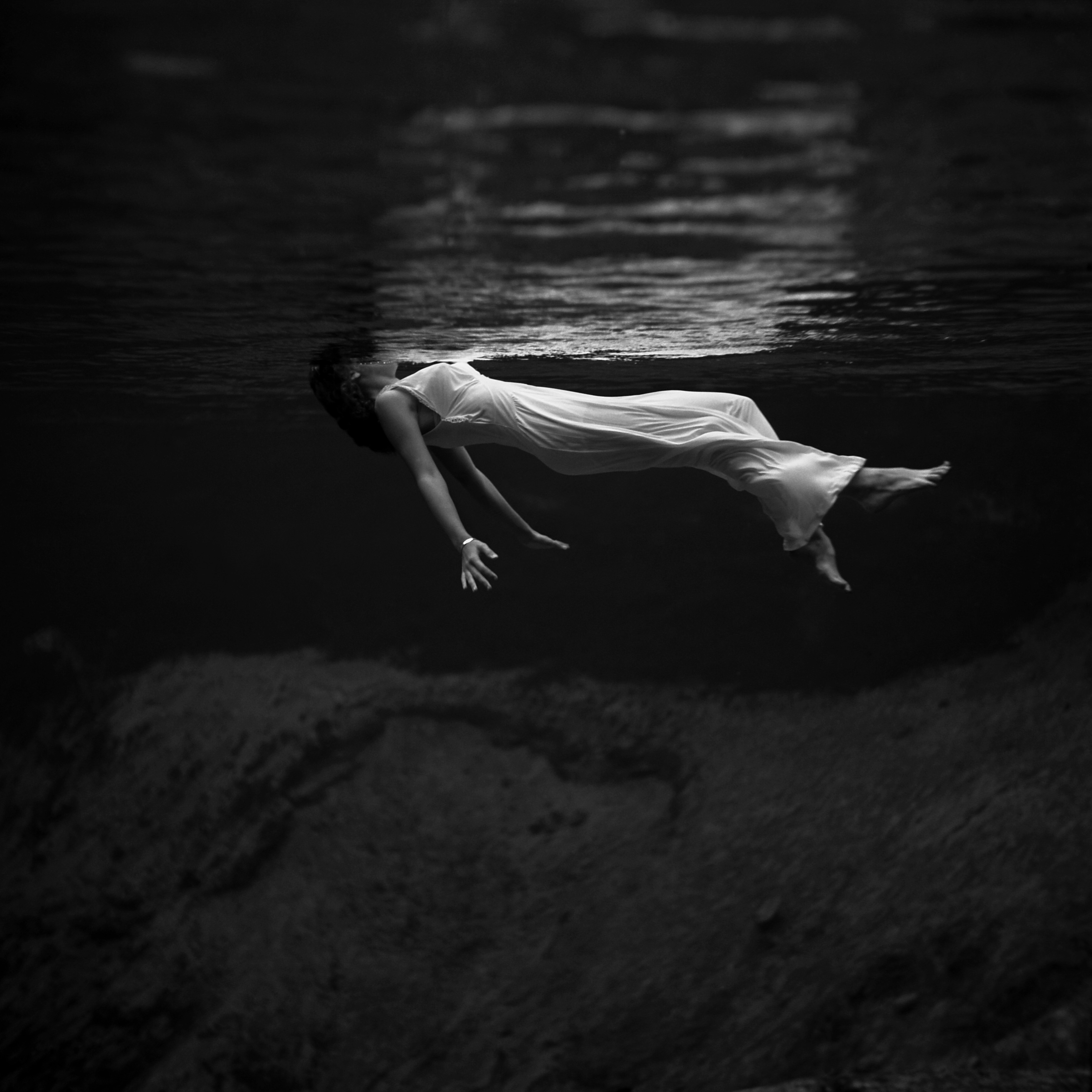
Toni Frisell, Weeki Wachee spring.

Titres additionnels sur l'édition Blue Note :
| No  | Titre                                  | Auteur                                           | Durée |
| --- | -------------------------------------- | ------------------------------------------------ | ----- |
| 7.  | My Funny Valentine (prise alternative) | Richard Rodgers, Lorenz Hart                     | 6:52  |
| 8.  | Stairway to the Stars                  | Matty Malneck, Mitchell Parish, Frank Signorelli | 5:36  |
| 9.  | I'm Getting Sentimental Over You       | George Bassman, Ned Washington                   | 4:13  |
| 10. | Romain (prise alternative)             | Jim Hall                                         | 5:22  |

## Personnel
- Bill Evans : piano
- Jim Hall : guitare

## Note
1. ↑  (en) Scott Yanow, « Critique de Undercurrent », sur allmusic.com (consulté le 23 juillet 2014).
2. ↑  Note : il n'a pas été possible à l'auteur de ces lignes de déterminer, si le lp Blue Note était sorti la même année que l'album « court » United Artists. Ce dernier, vu sa brièveté, était probablement un « 25 cm ».